# قانون الأخبار المزيفة الروسي لعام 2019
قانون الأخبار المزيفة الروسي هو مجموعة من قانونين فيدراليين، اعتمده مجلس الدوما في 7 مارس عام 2019، ووافق عليه مجلس الاتحاد في 13 مارس عام 2019، ووقعه رئيس روسيا في 18 مارس عام 2019، وهو يسمح للدائرة الاتحادية لرقابة الاتصالات وتقنية المعلومات والإعلام بمنع الوصول خارج نطاق القضاء إلى معلومات النشر عبر وسائل الإعلام على الإنترنت، التي تعتبرها السلطات الروسية «غير موثوقة» (القانون رقم 31 -إف زي)، وينص على فرض عقوبة على هذا النشر (القانون رقم 27-إف زي). دخلت القوانين حيز التنفيذ في 29 مارس عام 2019. هذه القوانين هي الأولى في سلسلة القوانين الروسية الخاصة بالأخبار الزائفة.

## نظرة عامة
يمنع القانون الاتحادي الصادر في 18 مارس عام 2019 رقم 31 -إف زي نشر «معلومات غير موثوقة» تعرض حياة و/أو صحة أفراد و/أو ممتلكات للخطر، وتثير خطر حدوث انتهاك جسيم للنظام العام و/أو الأمن العام، أو خطر التدخل في عمل الهياكل الأساسية الحيوية، والنقل، والهياكل الأساسية الاجتماعية، ومرافق الطاقة، والمرافق الصناعية والاتصالات، والمصارف وغيرها من المؤسسات المالية.
استكمل القانون الاتحادي الصادر في 18 مارس عام 2019 رقم 27-إف زي المادة 13.15 من قانون الاتحاد الروسي المتعلق بالجرائم الإدارية بالأجزاء 9 و10 و11 التي تنص على فرض غرامات إدارية ضخمة على الأشخاص الطبيعيين والأشخاص القانونيين بسبب نشر «معلومات غير موثوقة».
وفقًا للقوانين المذكورة سابقًا، يتعين على وسائل الإعلام عبر الإنترنت الالتزام بإزالة المعلومات التي تصنفها روزكومندزور (الدائرة الاتحادية لرقابة الاتصالات) بأنها غير موثوقة من موقعها على الإنترنت فور تلقيها الإشعار ذا الصلة. في حالة عدم الامتثال للالتزام، تحظر روزكومندزور الوصول إلى موقع الويب الخاص بوسيلة الإعلام. تتحمل وسائل الإعلام المسؤولية الإدارية حتى في حالة امتثالها للالتزام.

## تطبيق القانون
فتحت أول قضية نشر «معلومات غير موثوقة» في أبريل 2019 ضد إيلينا كالينينا، إحدى سكان أرخانغليسك.
الأشخاص الأوائل الذين أدينوا بموجب قانون الأخبار المزيفة هم دار نشر «Moment stiny» ورئيس تحريرها إيفجيني جنوشيف. ألغت محكمة المقاطعة الحكم الصادر ضد دار النشر وحددت القضية للنظر فيها مرة أخرى، لكن محكمة الصلح فرضت عليها غرامة أخرى.

## ردود الفعل
عارض المجلس الرئاسي للمجتمع المدني وحقوق الإنسان مشروع القانون.
في 12 مارس عام 2019، ذكر العديد من الصحفيين والمدافعين عن حقوق الإنسان أن مشروع القانون سيفرض الرقابة الحكومية المحظورة في الدستور الروسي. ووصفوا هذا القانون بالانتهاكات الجسيمة من قبل المسؤولين، والحرمان الساخر من الحقوق الدستورية، وقمع الدولة لمجتمع الصحفيين.